# Prix de la Communauté flamande pour une œuvre en prose
Le prix de la Communauté flamande pour une œuvre en prose (Prijs van de Vlaamse Gemeenschap voor Proza) est un prix culturel triennal décerné par la Communauté flamande de Belgique à un écrivain ayant publié des œuvres littéraires d'une remarquable qualité au cours des trois dernières années. 
La récompense attribuée consiste en un montant s'élevant à 12 500 euros (en 2018).
En 1855, le premier Prix d'État quinquennal de littérature flamande fut décerné par l'Académie royale à Hendrik Conscience. Après la Première Guerre mondiale, le prix est devenu triennal.
Ce prix littéraire est la continuation du prix triennal d'État pour la prose narrative flamande, qui, depuis la deuxième réforme de l'État de 1980, est devenu un prix triennal de la Communauté flamande pour la prose narrative. Depuis 2003, ce prix littéraire est l'un des prix triennaux de la culture flamande de la Communauté flamande.

## Lauréats

### Prix quinquennalStaatsprijs voor Letterkunde

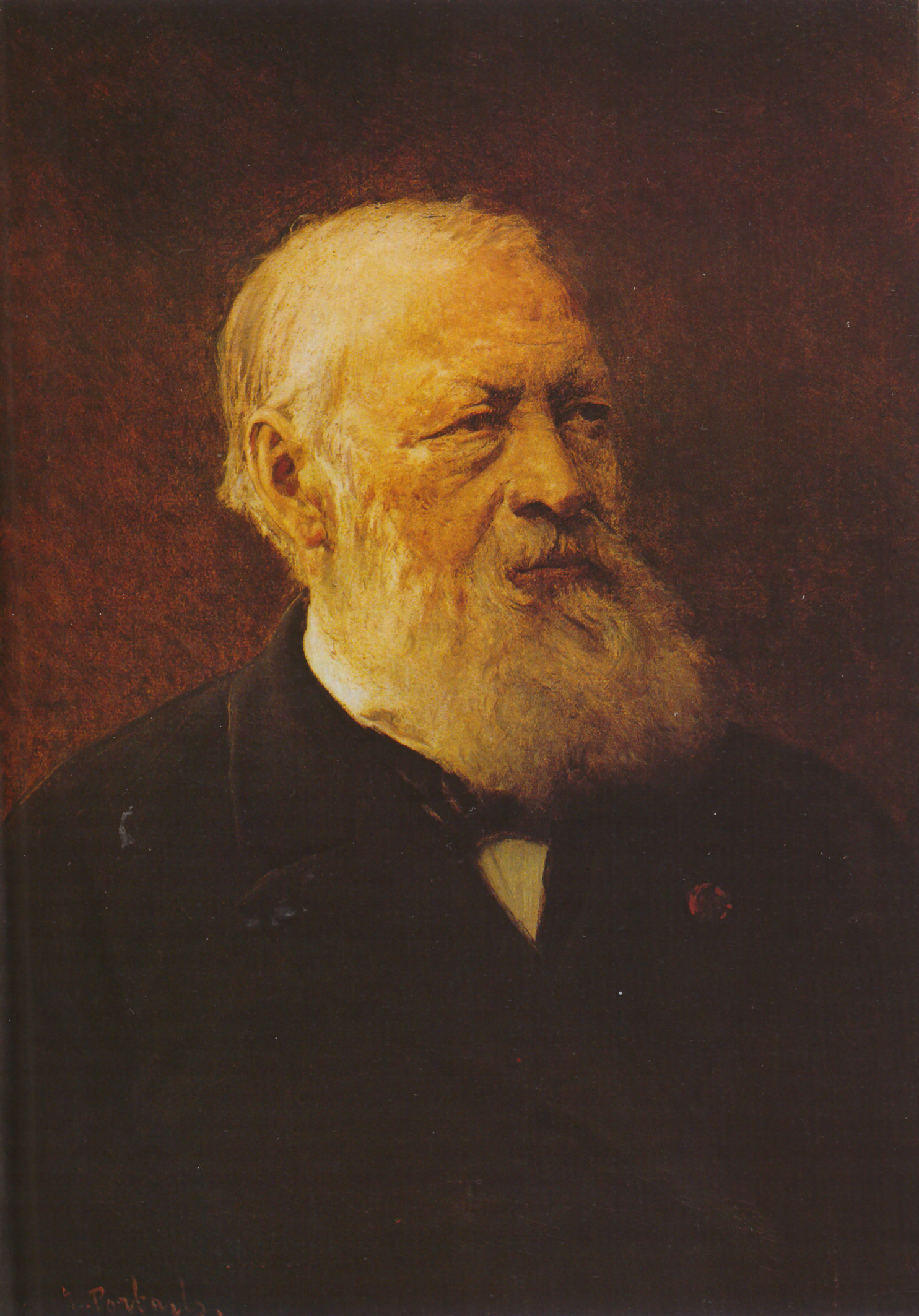
Hendrik Conscience.

- 1855 : Hendrik Conscience pour De Loteling
- 1860 : Prudens Van Duyse pour Nazomer
- 1865 : Vrouwe Courtmans (nl) pour Het geschenk van den Jager
- 1870 : Hendrik Conscience pour Bavo en Lieveken
- 1875 : Anton Bergmann pour Ernest Staes
- 1880 : Pol de Mont pour Gedichten
- 1885 : Jan van Beers pour Rijzende Blaren
- 1890 : Hilda Ram pour Gedichten
- 1895 : Virginie Loveling pour la nouvelle Een dure eed
- 1900 : Guido Gezelle pour Rijmsnoer (posthume)
- 1905 : Stijn Streuvels, pour toutes ses œuvres de cette période
- 1910 : Stijn Streuvels pour De Vlaschaard
- 1915 : Karel Van de Woestijne pour Interludiën (en raison de la guerre, le prix n'a été décerné qu'en 1919).

### Prix triennalStaatsprijs voor verhalend proza

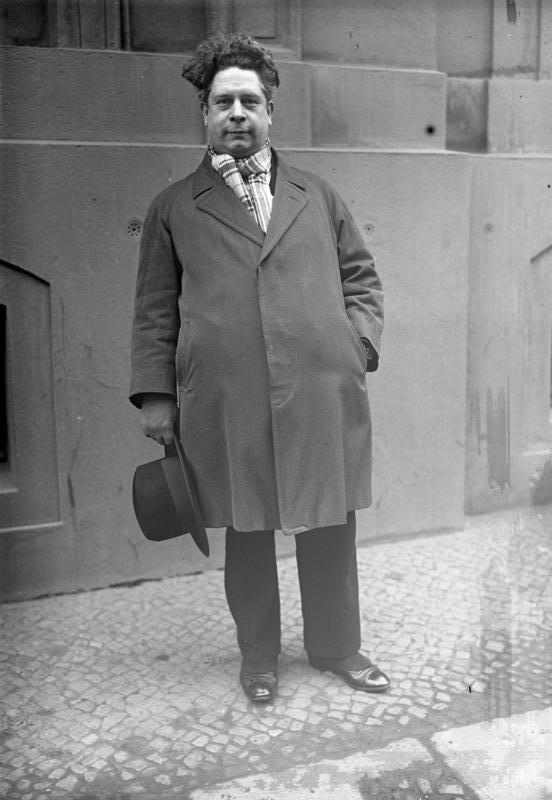
Felix Timmermans.

- 1918 : Cyriel Buysse. Le prix pour la période 1915-1917 n'a été décerné qu'en 1921.
- 1921 : Felix Timmermans pour De zeer schone uren van juffrouw Symforosa, begijntjen
- 1924 : Jan van Nijlen pour Het aangezicht der aarde
- 1927 : Stijn Streuvels pour Het leven en de Dood in den Ast
- 1930 : Maurice Roelants pour Komen en gaan
- 1933 : Lode Zielens pour Moeder waarom leven wij?
- 1936 : Gerard Walschap pour Trouwen
- 1939 : Albert van Hoogenbemt pour De stille man
- 1942 : Ernest Claes pour Jeugd
- 1945 : Richard Minne pour Wolfijzers en schietgeweren
- 1948 : Willem Elsschot pour Het dwaallicht
- 1951 : Raymond Brulez pour Het Huis te Borgen
- 1954 : Gerard Walschap pour Zuster Virgilia
- 1957 : Marnix Gijsen pour Er gebeurt nooit iets
- 1960 : Johan Daisne pour De neusvleugel der muze
- 1963 : Hubert Lampo pour De komst van Joachim Stiller
- 1966 : Piet van Aken pour De slapende honden
- 1969 : Jef Geeraerts pour Gangreen 1
- 1972 : Louis Paul Boon pour Pieter Daens
- 1975 : Hugo Raes pour Het smáran
- 1978 : Ivo Michiels pour Een tuin tussen hond en wolf

### Prix triennal de la Communauté flamande
- 1981 : Paul de Wispelaere pour Tussen tuin en wereld
- 1984 : Hugo Claus pour Het verdriet van België (Le Chagrin des Belges)
- 1987 : Monika van Paemel pour De vermaledijde vaders
- 1990 : Kristien Hemmerechts pour Een zuil van zout, Brede heupen et Zonder grenzen (romans)
- 1993 : Walter van den Broeck pour le cycle Het beleg van Laken
- 1996 : Leo Pleysier pour De Gele Rivier is bevrozen
- 1999 : Lieve Joris pour Mali Blues
- 2002 : Peter Verhelst pour Tongkat
- 2005 : Paul Verhaeghen pour Oméga mineur
- 2008 : Anne Provoost pour In de zon kijken
- 2012 - Stefan Hertmans pour Oorlog en terpentijn